# Ebbe Kalnæs
Ebbe Kalnæs (født 11. juni 1948) er tidligere konsulent, fodboldtræner og tidligere medlem af Folketinget for Centrum-Demokraterne i Faaborg-Ærøskøbing Kredsen (Fyns Amtskreds) samt tidligere kommunalbestyrelsesmedlem i Ærø Kommune for Ærølisten. 
Ebbe Kalnæs blev i 1966 uddannet dekoratør, og arbejdede som sådan i bl.a. Daells Varehus. Mellem 1978 og 1989 underviste han på handelsskoler i Slagelse, Kalundborg og Ringsted/Sorø. I 1989 blev han fodboldtræner for klubben Maniitsoq/Sukkertoppen i Grønland og vandt samme år Grønlandsmesterskabet. I 1996 åbnede han Ærøskøbing- og Fåborg Røgerier. I 1997 blev han valgt til Folketinget. Han opnåede ikke genvalg i 2001. I 2007 meldte han sig ud af CD og blev medlem af Ny Alliance. Han valgte ikke at genopstille til kommunalvalget i 2009.
Ebbe Kalnæs er pt. medlem af Fælleslisten.